# Darron Lee
Darron Lee (Chattanooga, 18 ottobre 1994) è un giocatore di football americano statunitense che milita nel ruolo di linebacker per i Kansas City Chiefs della National Football League (NFL).

## Carriera universitaria
Lee al college giocò con gli Ohio State Buckeyes dal 2013 al 2015. Nella prima stagione disputò solamente due partite prima di subire un infortunio. Nella successiva fu premiato come MVP difensivo dello Sugar Bowl dove mise a segno 7 tackle e 2 sack. A fine anno vinse il campionato NCAA. Il 2 gennaio 2016 annunciò la decisione di rinunciare all'ultimo anno di college e rendersi eleggibile per il Draft NFL.

## Carriera professionistica

### New York Jets
Lee fu scelto come 20º assoluto nel Draft NFL 2016 dai New York Jets. Debuttò come professionista partendo subentrando nella gara del primo turno persa contro i Cincinnati Bengals in cui mise a segno 6 tackle. La settimana successiva disputò la prima partita come titolare nella vittoria sui Buffalo Bills.

### Kansas City Chiefs
Il 15 maggio 2019, i Jets cedettero Lee ai Kansas City Chiefs per una scelta del sesto giro del draft 2020. La sua prima stagione con la nuova maglia si chiuse disputando tutte le 16 partite, di cui 2 come titolare, con 31 tackle. Nei playoff invece non disputò alcuna partita. Il 2 febbraio 2020 conquistò da inattivo il Super Bowl LIV contro i San Francisco 49ers che i Chiefs vinsero per 31-20, conquistando il primo titolo dopo cinquant'anni.

## Palmarès
- Super Bowl : 1

Kansas City Chiefs: LIV
- American Football Conference Championship: 1

Kansas City Chiefs: 2019